# El jardín de la clase media
El jardín de la clase media es una película de Argentina dirigida por Ezequiel César Inzaghi según su propio guion sobre la novela de Julio Pirrera Quiroga. Es la ópera prima del director, se estrenó el 6 de diciembre de 2018 y tuvo como actores principales a Luciano Cáceres. Eugenia Tobal , Enrique Liporace, Leonor Manso y Jorge Martínez.

## Sinopsis
Una interna política en la que cunden el apriete salvaje, los cadáveres usados como mensajes mafiosos y el crimen del opositor. Cuando aparece el cadáver de una mujer  en la  casa de uno de los candidatos, su pareja lo investigará ayudada por el fiscal designado en la causa, intentará desentrañar el enigma que encierra el macabro mensaje y pronto comenzará a descubrirse una trama mafiosa, de impunidad y de espionaje, que involucra a las más altas esferas del poder político. 

## Reparto
- Eugenia Tobal como Silvina Campas
- Luciano Cáceres como Claudio Sayago
- Leonor Manso como Beatriz Santaclara
- Enrique Liporace como Antonio Gallaretto
- Esteban Meloni como Carlos Fernández
- Roly Serrano como Pocho Grañas
- Ludovico Di Santo como Alejandro Planes
- Jorge Martínez como Ernesto Lafuente
- Lalo Mir como Ignacio Campas
- Mónica Cabrera como Celina
- Walter Donado como Mario
- Gustavo Salgado como Bernardo Ortiz
- Julio Aranda como Subprefecto Rivas
- Gustavo Rovira como Dr. Rigaspa
- Silvana García como Lola
- Julieta Zara como Roxana Reyes
- Iván Steinhardt como Comisario Goñi
- Lorena Damonte como Myriam Planes

## Comentarios
Horacio Bernades en Página 12 escribió:

« …un thriller político con ambiciones en varios terrenos, al que le falta el ajuste fino necesario para resultar convincente… trama, tan intrincada como los exponentes más enrevesados del género…Una de las apuestas de El jardín…es la de vincular lo supuestamente “alto” y respetable (las máscaras de los políticos) con los bajos fondos… Es muy complicado manejar con fluidez tantas subtramas, personajes y actores “de nombre”, y El jardín de la clase media queda apenas como un intento, que patina entre situaciones poco creíbles, actuaciones dispares (no sólo en términos de eficacia sino de ajuste al género), tonos oscilantes y más ambiciones que logros.»

Alejandro Lingenti en La Nación opinó:

« Son muchos, y muy variados, los personajes involucrados en un negocio siniestro que requiere para funcionar complicidades, ambición desmedida y sobre todo mucha violencia…Su fortaleza principal son las actuaciones, particularmente las de Leonor Manso, una actriz solvente y experimentada capaz de componer con muchos matices a una astuta jefa de Inteligencia del Estado, y la de Luciano Cáceres, en un rol exigente (un legislador con estrechos lazos con el delito) que requiere trabajar a fondo la indolencia y la ambigüedad. Menos convincentes son algunos secundarios, atados por un guion que los ciñe al estereotipo. Cuando avanza empujada por la lógica del policial y se permite, como añadido que airea, coquetear con el humor negro…la historia es más atractiva que en los numerosos pasajes en los que subraya las miserias de "las altas esferas del poder", su costado más prescriptivo, generalista y solemne.»